# Pokémon: Kyurem vs. El Espadachin Místico
Pocket Monsters Best Wishes! Kyurem tai Seikenshi Keldeo (劇場版ポケットモンスター ベストウイッシュ! キュレムVS聖剣士 ケルディオ Gekijōban Poketto Monsutā Besuto Uisshu! Kyuremu tai Seikenshi Kerudio?, Pocket Monsters Best Wishes! la Película: Kyurem Vs. El espadachín sagrado - Keldeo), conocida en Estados Unidos como Pokémon the Movie: Kyurem vs. the Sword of Justice, es la decimoquinta película basada en el anime de Pokémon perteneciente a la serie Best Wishes. La película fue estrenada el 14 de julio de 2012 en Japón. Las películas está protagonizada por Kyurem,  así como Cobalion, Terrakion y Virizion,  y Keldeo. La película fue estrenada por Cartoon Network en Estados Unidos el 8 de diciembre de 2012.

## Argumento
En lo profundo de un valle cubierto por una inmensa vegetación y rodeado por heladas montañas, un joven Pokémon se prepara para convertirse en un espadachín místico. Sus maestros son nada más y nada menos que Virizion, Terrakion y Cobalion, tres Pokémon legendarios con habilidades excepcionales, los cuales velan por el bienestar de humanos y Pokémon.
A pesar del arduo entrenamiento por parte de Pokémon aprendiz llamado Keldeo, sus maestros aún consideran que no está listo para ser considerado como el cuarto espadachín místico, pues este aún no domina su “espada”. Sin embargo el pensamiento del joven discípulo es diferente y está determinado a demostrar que sus maestros se equivocan. Por eso, en un acto de osadía Keldeo decide ir a retar al legendario Kyurem del cual se dice es el Pokémon tipo dragón más poderoso que existe en el mundo y solo un verdadero espadachín místico puede tener el honor de librar un combate con él.
Keldeo se las arregla para llegar solo y sin el consentimiento de sus maestros hasta la guarida de Pokémon mitad tipo dragón y mitad tipo hielo, donde también habitan varios Cryogonal que obedecen a Kyurem. Luego de que Keldeo miente haciéndose pasar por un espadachín místico, Kyurem acepta el desafío, pero por desgracia para el osado discípulo las cosas no salen como se lo esperaba pues la diferencia de poderes resulta ser enorme, más aún cuando se revela que Kyurem puede transformarse a voluntad en sus formas conocidas como Kyurem Blanco y Kyurem Negro.
Durante el disparejo encuentro Keldeo pierde parte de su cuerno y luego que sus maestros llegan para intervenir en el combate los tres son congelados por un poderoso ataque de Kyurem Blanco. Invadido por el pánico, Keldeo huye del lugar y rueda malherido por la montaña.Y luego el trío de bestias son congelados por la llama gélida de kyurem blanco.
Ash, Iris y Cilan/Millo que se encontraban viajando en tren camino a su próximo destino, Ciudad Roshan, hacen una corta parada en una estación llamada Windy cerca a las montañas en las que habita Kyurem. En este lugar conocen a Malin, una vendedora de recipientes con forma de Darumaka para guardar comida. Al momento de partir para retomar su viaje, los protagonistas se percatan de la presencia de Keldeo en el tren, el cual se encuentra en un delicado estado de salud y ahora es perseguido por Kyurem para terminar aquello que empezaron.
Una vez llegan a ciudad Roshan, Ash y sus amigos acuden al centro Pokémon para sanar a Keldeo. Gracias a la enfermera Joy los protagonistas también se enteran de la historia de Keldeo y los espadachines místicos y más tarde el mismo Keldeo ya recuperado les cuenta sobre su desafortunado encuentro con Kyurem y de cómo sus maestros terminaron congelados. Esto hace que el discípulo de espadachín experimente un profundo miedo pero Ash logra animarlo y convencerlo de que juntos vayan a rescatar a Virizion, Cobalion y Terrakion.
Kyurem y un numeroso grupo de Cryogonal rastrean a Keldeo hasta la ciudad formando el caos en el lugar y congelando todo a su paso. Ash y sus amigos hacen hasta lo imposible para escapar de los ataques de estos Pokémon hasta que finalmente gracias a un elaborado plan de Cilan/Millo e Iris logran desviar la atención de Kyurem. Esto les da la oportunidad y el tiempo necesario para que Ash y Keldeo logren llegar hasta la guarida de Kyurem para intentar liberar a los tres espadachines de su prisión de hielo. En su interior Keldeo todavía siente miedo por la furia que ha desatado en Kyurem pero Ash insiste en darle confianza. El Pokémon dragón se percata de la presencia de intrusos en su guarida y de esta manera empieza el segundo y definitivo enfrentamiento entre Keldeo y Kyurem.
La determinación de Keldeo para afrontar la revancha lo lleva a transformarse en su forma brío. Provisto de una nueva apariencia y actitud decidida, Keldeo ataca a Kyurem con todas sus fuerzas mientras Ash y sus amigos intentan romper el hielo que aprisiona a Cobalion, Terrakion y Virizion.
Kyurem Negro arremete con un poderoso ataque que al chocar con uno de los ataques de Keldeo produce una gran explosión rompiendo el bloque de hielo en el que se encontraban atrapados los espadachines místicos. Sin embargo, pese a estar liberados estos son consientes que no deben intervenir en el combate de su discípulo. En el campo de batalla Keldeo recuerda algunos de los consejos de sus maestros y logra asestar un golpe crítico a Kyurem. Esto sin embargo resulta inútil pues el Pokémon legendario de hielo se recupera rápidamente y adoptando nuevamente su forma de Kyurem Negro congela completamente a Keldeo.
Los espadachines místicos y los protagonistas observan impotentes la situación. De pronto el cuerpo congelado de Keldeo comienza a brillar y rompe el bloque de hielo gracias al movimiento sablemístico. Kyurem se muestra entusiasmado al contemplar el nuevo poder de Keldeo así que decide lanzar su más potente ataque pero este choca con uno de los ataques de Keldeo y se desvía en la dirección hacia donde se encuentran Ash y sus amigos. Al percatarse de esto, Keldeo deja a un lado el campo de batalla y pone en riesgo su vida para proteger a los protagonistas.
Pese a haber salvado a sus amigos con su espada, Keldeo cae debilitado y admite su derrota. Ante esto, y luego de haber presenciado tan noble acto, Kyurem reconoce a Keldeo como un buen espadachín y da por terminado el combate. El lugar empieza a desplomarse por los daños causados por los ataques de ambos Pokémon, así que los espadachines y los protagonistas no tienen más opción que abandonar rápidamente la cueva. Por su parte Kyurem utiliza su poder de hielo para detener el derrumbé y así poder regresar en paz a su lugar de descanso en las profundidades de la montaña helada
A las afueras de la guarida, Virizion, Cobalion y Terrakion se despiden de Ash, Cilan/Millo e Iris y finalmente Keldeo es reconocido por sus maestros como un auténtico espadachín místico, seguidamente los cuatro Pokémon legendarios proceden a recitar su juramente tradicional.
Los espadachines suelen recitar un juramento personal:
Mejor que uno son dos,
mejor que dos son tres,
mejor que tres son cuatro,
cuando la fuerza de amigos se vuelve una...
el verdadero poder y coraje nacen.

## Personajes

### Humanos
Ash Ketchum (サトシ Satoshi?)
 Seiyū: Rica Matsumoto
Iris (アイリス Airisu?)
 Seiyū: Aoi Yūki
Cilan (デント Dento?)
 Seiyū: Mamoru Miyano

### Pokémon
Pikachu (ピカチュウ?)
 Seiyū: Ikue Otani
Kyurem (キュレム Kyuremu?)
 Seiyū: Katsumi Takahashi
Cobalion (コバルオン Kobaruon?, Cobalon)
 Seiyū: Kōichi Yamadera
Taerrakion (テラキオン Terakion?)
 Seiyū: Hiroki Yasumoto
Virizion (ビリジオン Birijion?)
 Seiyū: Takako Honda
Reshiram (レシラム Reshiramu?)
 Seiyū: Shosuke Tanihara
Keldeo (ケルディオ Kerudio?)
 Seiyū: Shōko Nakagawa

## Recepción
Kyurem vs. the Sword of Justice recibió críticas mixtas a positivas por parte de la audiencia y los fanes. En el sitio web Rotten Tomatoes la audiencia le dio una aprobación de 60%, basada en más de 100 votos, con una calificación promedio de 3.7/5. En la página web IMDb tiene una calificación de 5.6 basada en más de 600 votos. En la página Anime News Network posee una puntuación aproximada de 6 (decente), basada en más de 30 votos, mientras que en MyAnimeList tiene una calificación de 6.7, basada en más de 7000 votos.